# Clara Bewick Colby
Clara Bewick Colby   (Anglaterra, 1 d'agost de 1846 - 7 de setembre de 1916) fou una conferenciant, editora i corresponsal de premsa britanicoestatunidenca, activista feminista i dirigent sufragista.
Va emigrar des d'Anglaterra als Estats Units, on va assistir a la universitat. El 1883, fundà el diari Women's Tribune a Beatrice (Nebraska), i tres anys després el traslladà a Washington, DC: fou la principal publicació de dones sufragistes de l'estat. Colby va parlar en nom dels soldats de la Guerra hispanoestatunidenca (1898), i fou designada corresponsal de guerra, la primera dona a ser reconeguda com a tal.
A més a més, Colby era conferenciant, escriptora i traductora de Walt Whitman. El 1899 va ser delegada en el Congrés Internacional de Dones a Londres (Anglaterra); el 1908 fou triada pel governador per a representar Oregon en el Primer Congrés Internacional d'Educació Moral a Londres; i delegada del Primer Congrés Internacional de Pau del 1911. Fou vicepresidenta de l'Associació del Sufragi de Dones de Nebraska, des de la seua formació, al 1881, fins al 1883; i presidenta des del 1883 fins al 1909. També era secretària de l'Associació Federal de Sufragis dels Estats Units. Colby va escriure molts articles per a revistes com ara Sand, Harper's Bazaar, Overland, Englishwoman i altres. Va ser corresponsal de premsa de la Unió Internacional de la Pau, l'Associació Nacional de les Dones, l'Associació de les Dones d'Oregon, del Centre de Pensament Superior (Londres), de la Lliga de la Llibertat de les Dones, de la Lliga Nacional de la Reforma Política i de l'International Franchise Club of Woman (Londres). També va ajudar a impulsar el sufragi femení a Anglaterra.

## Activisme
Colby va ser editora d'un departament del diari Beatrice Express anomenat "Woman's Work" i el 1883 va fundar, publicar i editar el diari The Woman's Tribune (La tribuna de la dona). Durant uns anys, va estar molt interessada en el moviment per la llibertat de les dones, dedicant el seu diari a la defensa d'aquest moviment. The Woman's Tribune va rebre el premi a l'Exposició Universal de París del1900 per la seva pulcritud, i va ocupar un lloc important en la història de la causa sufragista, sent durant un temps l'òrgan reconegut de difusió de l'Associació Nacional de Sufragi de la Dona.
El 1888, en el moment del gran Consell Internacional de Dones a Washington, D.C., Colby va publicar el diari The Tribune durant la setmana que se celebrava el consell, i el va continuar editant a través de la Convenció del Sufragi Femení la setmana següent. Probablement és la primera instància que una dona publica un diari per a dones.Durant els anys 1885-1898, va exercir com a presidenta de l'Associació de Sufragi Femení de Nebraska i el 1895, va exercir com a presidenta del Comitè de Sufragi Federal. Va parlar en nom dels soldats de la guerra hispano-estatunidenca (1898); durant el conflicte, va ser nomenada oficialment com a corresponsal de guerra, la primera dona que va aconseguir aquest reconeixement. També va ser una defensora de la pau a l'Exposició Internacional de San Francisco, Califòrnia el 1915.